# Hadenini
De Hadenini zijn een geslachtengroep van vlinders in de Familie uilen (Noctuidae).

## Geslachten
- Admetovis Grote, 1873

## Ondergeslachtengroepen
- Clemathadina
- Discestrina
- Hadenina
- Mamestrina
- Poliina